# Sundlaugin
Sundlaugin (signifiant La piscine en islandais) est un studio d'enregistrement se situant près de Álafoss, dans la ville de Mosfellsbær en Islande. Il fut aménagé dans une piscine abandonnée construite dans les années 1930 et dans ses bâtiments adjacents par le groupe islandais Sigur Rós.
Le groupe a tenté d'enregistrer leur album ( ) dans une base désaffectée de l'OTAN dans les montagnes plus au nord en Islande mais il était assez difficile d'y accéder. Peu après ils trouvèrent un terrain avec la piscine abandonnée dans les environs de Mosfellsbær. Ils achetèrent le terrain et l'ont transformé en studio d'enregistrement. Pour faire entrer la console de mixage, il a fallu ouvrir une partie du toit et la faire entrer à l'aide d'une grue.
Beaucoup de photographies et d'artworks ont été réalisés à partir des paysages environnants notamment pour l'album ( ).
Sundlaugin a été aussi le lieu d'enregistrement, de mixage et de mastering, habituellement assisté de l'ingénieur du son Birgir Jón "Biggi" Birgisson, d'autre groupes et artistes pour la plupart islandais, Agent Fresco, The Album Leaf, amiina, Amusement Parks on Fire, Andŕum, Beneath, Benni Hemm Hemm, Bubbi Morthens, Jakobínarína, Kira Kira, Mugison (is), Múm, Ólöf Arnalds, Pétur Ben, Retro Stefson, Ske (is), Slowblow (en), Steindór Andersen, Stórsveit Nix Noltes (is), For a Minor Reflection, Yann Tiersen.